# 사쿠라노미야역
사쿠라노미야역(일본어: 桜ノ宮駅, さくらのみやえき 사쿠라노미야에키[*])은 일본 오사카부 오사카시 미야코지마구에 위치한 서일본 여객철도의 역이다.

## 역 구조
상대식 2면 2선의 승강장을 가진 고가역이다. 서쪽 출구 (서쪽 개찰구)와 동쪽 출구 (동쪽 개찰구)가 있어 엘리베이터는 동쪽 출구, 초록 창구는 서쪽에 있다. 역의 바로 서쪽 (덴마역 쪽)에 오가와 강을 건너는 요도가와바시 교가 있어 승강장의 서쪽 끝은 교량 상에 있다. 서쪽 개찰구는 오가와 강의 제방에 걸친 축제 상에 있어, 선로 면과 거의 같은 높이로 선로 남쪽 (내선 승강장 측)과 같은 지평에 있다. 보통은 서쪽 출구에서 계단으로 지하도에 내려와 내선순환·외선순환 승강장에 계단으로 오르지만 덴진 마쓰리 시의 혼잡 시에는 서쪽 출구 옆과 내선 순환 승강장을 직접 연결하는 임시 통로가 사용된다. 동쪽 출구는 개찰구가 고가 밑에 있는 고가의 양쪽 (남과 북쪽)을 잇는 자유 통로로 나오는 고가역이다.
어번 네트워크의 일부로 이코카 및 제휴 IC 카드의 사용이 가능하며, 서일본 여객철도 지정 특정도구시내 중 '오사카 시내'에 속한다.

### 승강장
| 1 | ■ 오사카 순환선 내선 | 오사카・니시쿠조 방면 |
| 2 | ■ 오사카 순환선 외선 | 교바시・쓰루하시 방면 |

## 역사
오사카 철도의 다마쓰쿠리 ~ 우메다 간이 개업한 지 2년 반 후에 설치되었다. 예전에는 하나텐역 ~ 아미지마 역 (폐역) ~ 사쿠라노미야 역 (분기점 부근에는 사쿠라노미야 선의 폐선 후 시기노역 개설) 간에 사쿠라노미야 선이 존재해 가타마치 선과 연결되어 있었다.
덧붙여 2008년 3월 14일까지는 일부 열차를 제외하고 간쿠·키슈지 쾌속이 통과했었다.
- 1898년 4월 27일: 오사카 철도의 교바시 ~ 덴마 간에 신설 개업.
- 1900년 6월 6일: 오사카 철도의 노선을 간사이 철도에 양도.
- 1901년 12월 21일: 간사이 철도 아미시마 ~ 사쿠라노미야 간 연장 개업. 시조나와테로의 환승역이 되었다.
- 1907년 10월 1일: 국유화로 일본국유철도의 소속이 되었다.
- 1909년 10월 12일: 노선 명칭 제정에 따라 구 오사카 철도의 구간은 조토 선, 시조나와테 방면은 사쿠라노미야 선이 되었다.
- 1913년 11월 15일: 사쿠라노미야 선의 하나텐 ~ 사쿠라노미야 구간 폐지. (잔존 구간은 가타마치 선 편입)
- 1961년 4월 25일: 사쿠라노미야 역을 포함한 조토 선이 오사카 선에 편입되었다.
- 1987년 4월 1일: 민영화에 의해 서일본 여객철도의 소속이 되었다.
- 2003년 11월 1일: 이코카의 사용이 개시되었다.

## 인접정차역
| 서일본 여객철도 오사카 순환선 | 서일본 여객철도 오사카 순환선 | 서일본 여객철도 오사카 순환선 |
| ----------------------------- | ----------------------------- | ----------------------------- |
| 교바시 외선 순환              | ■ 오사카 순환선               | 덴마 내선 순환                |